# Kyle Caldwell
Kyle Jonathan Caldwell (Newport Beach, 15 marzo 1990) è un ex pallavolista statunitense.
Giocava nel ruolo di palleggiatore.

## Carriera
La carriera di Kyle Caldwell, fratello maggiore del pallavolista Cody Caldwell, inizia a livello scolastico, giocando per la Newport Harbor High School, partecipando parallelamente a tornei di livello giovanile col Balboa Bay Volleyball Club; nel 2008 fa parte della nazionale Under-21 che vince la medaglia di bronzo al campionato nordamericano di categoria.
Terminate le scuole superiori, gioca a livello universitario, partecipando alla NCAA Division I con la University of California, Los Angeles dal 2009 al 2012: anche senza ottenere grandi risultati, nel suo ultimo anno viene inserito nella prima squadra All-American, ricevendo inoltre le prime chiamate in nazionale maggiore, con la quale debutta in gara ufficiale nel 2011, in occasione dei XVI Giochi panamericani, per poi prendere parte alla World League 2013 e vincere la medaglia d'oro al campionato nordamericano 2013.
Nella stagione 2012-13 firma il suo primo contratto professionistico, approdando così al Maaseik in Belgio e partecipando alla Volleyliga: al termine dell'annata non firma più alcun contratto professionistico, restando in collegiale con la sua nazionale fino al gennaio 2014, quando decide di appendere le ginocchiere al chiodo e lasciare la pallavolo giocata.

## Palmarès

### Nazionale (competizioni minori)
- Campionato nordamericano Under-21 2008

### Premi individuali
- 2012 - All-America First Team